# Pterostylis rogersii
Pterostylis rogersii är en orkidéart som beskrevs av E.Coleman. Pterostylis rogersii ingår i släktet Pterostylis och familjen orkidéer. Inga underarter finns listade i Catalogue of Life.